# Wiktor Łogunow
Wiktor Aleksiejewicz Łogunow (ros. Виктор Алексеевич Логунов, ur. 21 lipca 1944 w Moskwie, zm. 10 października 2022) – radziecki kolarz torowy, srebrny medalista olimpijski.

## Kariera
Największy sukces w karierze Wiktor Łogunow osiągnął w 1964 roku, kiedy wspólnie z Imantsem Bodnieksem zdobył srebrny medal w wyścigu tandemów podczas igrzysk olimpijskich w Tokio. W zawodach tych reprezentanci ZSRR ulegli w finale ekipie Włoch w składzie: Angelo Damiano i Sergio Bianchetto. Był to jedyny medal wywalczony przez Łogunowa na międzynarodowej imprezie tej rangi. Na tych samych igrzyskach rywalizację w wyścigu na 1 km zakończył na dziewiątej pozycji. Nigdy nie zdobył medalu na torowych mistrzostwach świata. W latach 1966 — 1968 pięciokrotnie zdobywał medale torowych mistrzostw ZSRR. Ponadto w 1964 roku ustanowi rekord świata w wyścigu na 500 m.